# Jaume III d'Escòcia

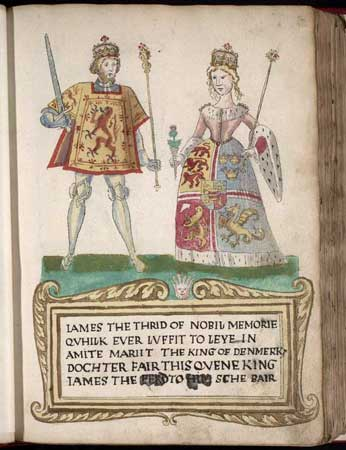
Jaume III d'Escòcia i Margarida de Dinamarca

Jaume III d'Escòcia (Castell de Stirling, 10 de juliol de 1451 - 11 de juny de 1488) fou rei d'Escòcia, fill de Jaume II i de Maria de Gueldres.
Va tenir tendències pacifistes, i així aconseguiria de Noruega la cessió definitiva dels drets sobre les illes Orkney el 1468 i sobre les Shetland el 1472, mercè el seu matrimoni amb Margarida, filla de Cristià I de Dinamarca i Noruega. La seva minoria fou dirigida fins al 1465 pel bisbe Kennedy contra la seva mare Maria de Gueldres, qui aconseguí el 1461 reconquerir Roxburgh i Berwick i el 1463 una treva de quinze anys amb ales anglesos, però més tard sir Alexander Boyd, senyor del castell d'Edimburg, va segrestar el rei infant i aconseguí que el nomenés canceller i casar la seva germana amb el seu fill gran, el comte d'Arran; però el 1469 va caure en desgràcia per una conjura de nobles.
Les seves tendències pacifistes foren contestades per les intrigues del duc d'Albany i la revolta del seu propi fill. El 1472 el papa Sixt IV va elevar St Andrews a la categoria d'arquebisbat, amb 12 metropolitans sufraganis llevat Galloway, que dependia de York, i les Illes, que dependien de Trondheim, la qual cosa significava la independència eclesiàstica escocesa, i més quan el 1492 Glasgow també esdevé arquebisbat. El 1474 signà un tractat amb Anglaterra, que li va permetre el 1476 de sotmetre el comtat de Ross (Illes). Des del 1482, endemés, es produïren turbulències entre el rei i alguns nobles com els ducs d'Albany i el comte d'Angus, Archibald Douglas. Finalment, va morir a Sauchieburn després de ser vençut en batalla contra els anglesos.